# Kałaczinsk
Kałaczinsk (ros. Калачинск) – miasto w Rosji, centrum administracyjne rejonu kałaczinskiego w Obwodzie omskim. Leży na lewym brzegu Omu, dopływu rzeki Irtysz, w odległości 80 km od Omska.

## Historia
Pierwszy raz Kałaczinsk został wspomniany jako wieś w 1795 roku. Liczył wtedy 14 domów i 130 mieszkańców. Od 1952 roku ma prawa miejskie.
W (2005) roku miasto liczyło 23,9 tys. mieszkańców.